# Enicospilus choui
Enicospilus choui là một loài tò vò trong họ Ichneumonidae.